# Frederikshavn fI
Der Frederikshavn forenede Idrætsklubber ist ein Sportverein aus Frederikshavn in der dänischen Region Nordjylland. Sowohl die Fußballer als auch die Handballerinnen gehörten mehrere Jahre den jeweils höchsten Spielklassen des Landes an.

## Handball

### Frauen
Die Handballerinnen stiegen 1996 in die damals erstklassige 1. division auf und beendeten die Auftaktsaison auf dem fünften Platz. Unter Trainer Olaf Schimpf gelang dem FfI in der Folgesaison mit der Vizemeisterschaft (sowohl in der Hauptrunde als auch in der anschließenden Meisterschaftsrunde wurde der zweite Platz erreicht) die beste Platzierung der Vereinsgeschichte. 1999/2000 startete die Mannschaft im EHF-Pokal, wo sie dem späteren Finalisten Tertnes IL im Achtelfinale unterlag.
2001 ging der Verein eine Spielgemeinschaft mit dem LSU Sæby ein und lief fortan unter der Bezeichnung Frederikshavn FOX Team Nord auf. Die neue Spielgemeinschaft erreichte zwar 2001/02 noch einmal den vierten Platz, konnte aber ansonsten nicht mehr an die erfolgreiche Zeit der späten 1990er-Jahre anknüpfen. Nach einem ersten Abstieg im Jahr 2004 gelang zwei Mal der Wiederaufstieg, zuletzt gehörte man 2007/08 der Damehåndboldligaen an. 2010 musste das FOX Team Nord Insolvenz anmelden und der FfI wurde in die 3. division zurückgestuft. Unter dem neuen Namen Vendsyssel Håndbold kehrte man jedoch 2012 wieder in die Zweitklassigkeit zurück. Im Februar 2022 musste Vendsyssel Håndbold Konkurs anmelden. Zur Saison 2022/23 startet die Damenmannschaft wieder als Frederikshavn fI in der 3. division.
Zu den bekannten Spielerinnen gehörte Helle Thomsen.

### Männer
Die Herrenmannschaft gehörte 2006/07, 2010/11 sowie ab 2016/17 der 1. division an, welche im dänischen Herrenhandball die zweithöchste Liga darstellt.

## Fußball
Von 1960 bis 1962 sowie von 1977 bis 1978 spielten die Fußballer des FfI in der 1. division, der damals höchsten dänischen Liga. Bekanntester Spieler des Vereins war Harald Nielsen.